# معصوم‌آباد (بوئین میاندشت)
معصوم‌آباد، روستایی ترک زبان از توابع بخش مرکزی شهرستان بوئین و میاندشت در استان اصفهان ایران است.همچنین نام این روستا در گذشته شاه عنایت بوده است.این روستا دارای زمستان های بسیار خشک و سرد و تابستان های معتدل و مطلوب است.معصوم آباد نام خانوادگی های برتر و مشهوری مانند سیاوشی، شیروانی و سلطانی و... دارد که از ساکنان اصلی آن هستند. 

## جمعیت
این روستا در دهستان سردسیر قرار دارد و براساس سرشماری مرکز آمار ایران در سال ۱۳۸۵، جمعیت آن ۵۲۶ نفر (۱۲۶خانوار) بوده‌است.

## آثار تاریخی
یکی از آثار مشهور این روستا کوه سنگی است که در اطراف این روستا واقع شده است. 